# Castello di Contignaco
Das Castello di Contignaco ist eine mittelalterliche Höhenburg in der Nähe des Ortsteils Contignaco der Gemeinde Salsomaggiore Terme in der italienischen Region Emilia-Romagna.

## Geschichte
Die ursprüngliche Burg ließ Markgraf Adalbert II. aus dem Hause der Otbertiner (Obertenghi) zum Schutz der Saline von Salsomaggiore Terme errichten, zusammen mit dem auf der anderen Seite des Tales gelegenen Castello di Gallinella. Als Zentrum der Herrschaft errichtete er um 1025 das nahegelegene Castello di Scipione auf den Überresten einer römischen Villa der Scipionen. Über seinen Enkel Oberto "il Pelavicino" (1080–1148) fiel die Herrschaft an dessen Nachfahren, die Familie Pallavicino. Der hohe Turm, der sich heute noch neben dem Eingang erhebt, müsste von etwa 1030 stammen.
1315 kapitulierten die Pallavicinis nach dem gewaltsamen Angriff, den die Festung, die sich in entscheidender Lage für die Kontrolle der benachbarten Saline von Salsomaggiore befand, von den von der Adelsfamilie Aldighieri (Zweig aus Parma) eingesetzten Truppen erlitt. Um die Mitte des 15. Jahrhunderts verbanden sich die Aldighieris von Contignaco mit den Pallavicinis durch die Heirat von Giberto und Agnese, Tochter von Rolando Pallavicino.
1537 starb die illustre Linie mit dem Tod von Gian Matteo aus und die herzogliche Liegenschaftsverwaltung in Mailand sprach das Lehen Contignaco den Sforza Pallavicinis zu. Später haben es die Terzis di Sissa übernommen, die ihrerseits 1758 ausstarben. Die Burg, die die herzogliche Liegenschaftsverwaltung in Parma übernahm, wurde 1762 von Herzog Philipp an den Markgrafen Silvestro Antonio Ponticelli di Sasso verkauft, der sie an seine Nachfahren vererbte.
In sehr schlechtem Erhaltungszustand wurde die Burg 1834 an den Capitano Alberto Leva verkauft. Umgewandelt in ein landwirtschaftliches Anwesen, das sich auf die Herstellung von Wein spezialisiert hatte, wurde das Castello di Contignaco von Luigi Boschi erworben und ging durch die Ehe von Maria Boschi mit Luigi Vicini an die Erben des letzteren.
Die vollständig restaurierte Burg, die nun ein landwirtschaftliches Anwesen ist, gehört heute den Familien Vicini und Romanini.

## Beschreibung
Die Burg, die auf dem Gipfel eines Hügels liegt, hat einen regelmäßigen, viereckigen Grundriss um einen quadratischen Innenhof.
Die steinernen Fassaden, die das Resultat vieler Umbauten über die Jahrhunderte sind, sind durch die geringe Zahl der Fenster – mit Ausnahme der Westseite – gekennzeichnet, die das strenge Aussehen des Komplexes betonen. Neben dem großen Eingangsportal erhebt sich der vorspringende, mittelalterliche Donjon mit quadratischem Grundriss und einer Höhe von mehr als 30 Metern in dominanter Lage über die umliegenden Täler.
Um die Burg herum liegt ein großer Park, der reich an 100-Jährigen Bäumen ist, darunter zahlreiche Eichen, Zedern, Zypressen und Lorbeerbäume. Das älteste Exemplar ist eine mächtige, über 100 Jahre alte Eiche mit einem Durchmesser von 2 Metern, die sich in der Nähe des Gebäudeeingangs erhebt.

### Besucherrundgang
Die Burg ist seit 2017 ein Teil des Burgenkreises der Associazione dei Castelli del Ducato di Parma, Piacenza e Pontremoli.
Seit April 2017 sind der Park, der Schießschartensaal, der Wappensaal, der Kaminsaal und das kleine Gefängnis unter dem Turm zu besichtigen.